# Dietmar Vettermann
Dietmar Vettermann (* 8. Juni 1957 in Aue) ist ein ehemaliger deutscher Kommunalpolitiker. Von 2001 bis 2008 war er Oberbürgermeister der Stadt Zwickau. Er war bis Ende des Jahres 2008 CDU-Mitglied; er trat aus Protest gegen den Verlust der Kreisfreiheit Zwickaus im Rahmen der sächsischen Kreisreform aus der Partei aus.

## Werdegang
Nach seinem Hochbaustudium an der Ingenieurschule Leipzig machte er 1981 einen Abschluss als Diplombauingenieur. Anschließend war er als Industriebauleiter und in der Gebäudewirtschaft Zwickau tätig. 1990 übernahm er die Leitung des Umweltdezernates und 1992/1993 des Finanzdezernates der Stadt Zwickau. Von 1993 bis 2001 war er Baubürgermeister und erster Stellvertreter des Oberbürgermeisters. In das Amt des Oberbürgermeisters wurde er selbst im Juni 2001 als Nachfolger des Architekten Rainer Eichhorn (CDU) im zweiten Wahlgang gewählt. Seine Hauptherausforderin war dabei die SPD-Kandidatin Pia Findeiß, die danach selbst Sozialbürgermeisterin in einer CDU/SPD-Koalition blieb und 2008 zu seiner Amtsnachfolgerin gewählt wurde.
Dietmar Vettermann ist katholischer Konfession, seit 1980 verheiratet und hat vier Kinder. In seiner Freizeit war er im katholischen Karnevalsklub der Stadt Zwickau aktiv.
Am 11. April 2007 gab er bekannt, dass er aus gesundheitlichen Gründen nicht für eine zweite Amtszeit als Oberbürgermeister kandidiert. Er schied am 31. Juli 2008 aus seinem Amt aus und hat sich komplett aus der Politik zurückgezogen. Im August 2008 zog er auf die dänische Insel Ærø um und arbeitet dort als Fahrer in einer Wäscherei und als Kantor. In sein Kirchenamt wurde er bereits Ostern 2008 eingeführt.